# Anii 40
Anii 40 au fost un deceniu care a început la 1 ianuarie 40 și s-a încheiat la 31 decembrie 49.

## Evenimente
- împăratul roman Caligula este asasinat (41), urmându-i la tron unchiul său Claudius
- Începe cucerirea romană a Britaniei sub Aulus Plautius, 43

## Personalități marcante
- Gaius Caesar Germanicus/Caligula, împărat roman (37 - 41).
- Claudius, împărat roman (41 - 54).
- Paul din Tarsus, aposol creștin.